# Roccella Ionica
Roccella Ionica és un comune (municipi) de la Ciutat metropolitana de Reggio de Calàbria, a la regió italiana de Calàbria, a la mar Jònica. A 1 de gener de 2019 la seva població era de 6.416 habitants.